# Выгоничи
Вы́гоничи — посёлок городского типа, административный центр Выгоничского района Брянской области и Выгоничского городского поселения.
Расположен на правом берегу реки Десны, в 28 км к юго-западу от Брянска.
Население — 4658 человек (2021).

## История
Населённый пункт основан как посёлок при железнодорожной станции (с 1887) на линии Брянск — Гомель. Станция получила название по имени древнего села Выгоничи, лежащего в четырёх километрах от станции.
В 1922 году посёлок стал центром Выгоничской волости, а с 1929 года (с перерывами) является райцентром.
С 1960 года — посёлок городского типа, в черту которого в 1960—1970 гг. были включены прилегающие населённые пункты: Козловка, Кожановка, Ореховичи, Рынок, Усовье, Чертовичи.

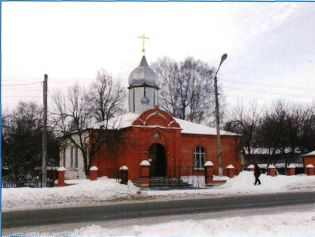
Храм во имя Святителя Николая

## Население
| 1959  | 1970  | 1979  | 1989  | 2002  | 2009  | 2010  |
| ----- | ----- | ----- | ----- | ----- | ----- | ----- |
| 1782  | ↗3619 | ↗3691 | ↗5111 | ↗5189 | ↗5296 | ↘4945 |
| 2012  | 2013  | 2014  | 2015  | 2016  | 2017  | 2018  |
| ↘4885 | ↗4895 | ↘4885 | ↘4858 | ↗4881 | ↗4949 | ↗5016 |
| 2019  | 2020  | 2021  |       |       |       |       |
| ↘4994 | ↗5006 | ↘4658 |       |       |       |       |

## Радио
В Выгоничах можно принимать радиостанции из Брянска и Навли

## Национальный состав
По итогам переписи населения 2020 года проживали следующие национальности (национальности менее 0,1 % и другое, см. в сноске к строке «Другие»):
| Национальность | Численность, чел. | Доля     |
| -------------- | ----------------- | -------- |
| Русские        | 4362              | 93,65 %  |
| Украинцы       | 23                | 0,49 %   |
| Белорусы       | 6                 | 0,13 %   |
| Другие         | 267               | 5,73 %   |
| Итого          | 4658              | 100,00 % |

## Экономика
В посёлке работают асфальтобетонный завод, молокозавод, мясокомбинат, завод «Пластик» (полиэтиленовая плёнка, трубы, игрушки и др.), лесхоз.